# 刘桂五

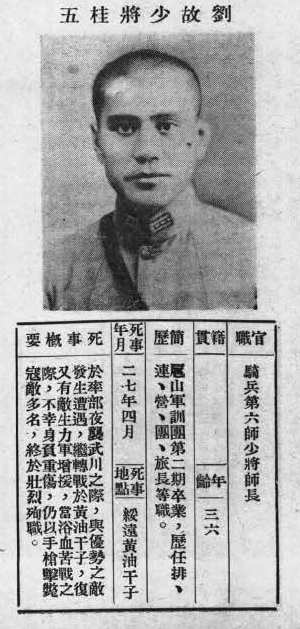
《抗戰軍人忠烈錄》（第一輯）中的劉桂五烈士遺像

刘桂五（1902年7月4日—1938年4月22日），字馨山，辽宁朝阳人，中華民國大陸時期軍事人物，官拜少將。他為中日戰爭期間陣亡的国军高級將領之一。

## 生平
刘桂五出生于朝阳县六家子乡八家子村的一个贫苦农民家庭。1924年到宋哲元部当学兵，后入热河白凤翔部任排长、少校连长、上校团长。
1931年“九一八”事变后，东北军奉命撤入关内，先后在河北、陕西和甘肃等地驻防。
1934年，刘桂五被选入庐山军官训练团第三期受训。
1935年，蒋介石成立“西北剿匪总司令部”，调东北军到西北与共产党军队作战。劉对蔣介石的不抵抗主义强烈不满，曾向张学良请求率领500士兵回热河抗日。
1935年冬，东北军经整编成立了骑兵军，刘任骑六师第十八团上校团长，驻防庆阳县驿马关一带，距军部15余公里。期間與陝北紅軍簽訂4条秘密协议。1936年秋季張學良调刘桂五到西安待命。此间他参加了张学良、杨虎城于王曲镇举办的“军官训练团”和张学良在东北军中秘密组织的“抗日同志会”，并被留在侍卫副官处工作。
1936年12月4日，蒋介石率领国民党文武大员和亲信保镖队宪兵第三团飞到西安，坐镇临潼华清池，强迫张、杨执行他的“剿匪”计划。張學良決定實行“兵谏”，12月8日，张学良召刘桂五等人商讨捉蒋事宜，决定由骑兵六师师长白凤翔、卫队二营营长孙铭久等人和刘桂五共同担负捉蒋重任。
因为他和白凤翔都有为匪经历，善于“掏老窑”，因此其所带的团在西安事变中直接负责攻击蒋介石侍卫警戒的二道门和五间厅。为此，张还曾特别带白凤翔和当时官阶仅为上校的刘桂五去见过蒋介石，名义上是要派他们两人深入热河日军背后开展游击战。12月12日，尽管有“掏老窑”的经验，由于天黑地险，蒋方卫士训练有素，攻打五间厅的战斗还是持续了相当长的时间，直到指挥抵抗的侍卫长钱大钧被弹穿胸部（后被部下扶到一个窑洞中抢救，被东北军俘获），宪兵队长蒋孝先（蒋中正之侄孙）战死才停止抵抗。这时，蒋介石已经逃入骊山，刘桂五没能将其生擒，后被刘多荃派人搜出。刘桂五等人完成捉蒋任务，12月14日便被张学良提升为骑兵六师少将师长。 
西安事变解决后，白凤翔被免职，但蒋方对团级军官表示既往不咎，因此1937年10月，刘升任国民党骑兵第六师师长，下辖两个骑兵团，一个步兵团。率部防守绥远东郊旗下营子（今位于呼和浩特市东的卓资县）。
七七事變后，在大同组成以马占山为首的"东北挺进先遣军"，骑兵六师划归挺进军建制。刘桂五率部在绥远前线与日军苦战了八个月之久。1937年马占山奉命“警卫伊盟，兼守河防”，拒日軍于黄河以北，当时刘桂五的骑兵六师战斗力最强。为了遏制马占山部的发展壮大，日軍从大同、绥远、包头、百灵庙各地调集酒井、冈田等联队的劲旅和各地伪军实行围剿。1938年3月，为了配合傅作义部反攻绥远的作战，马占山部再次翻越大青山，在日军背后发动攻势，乘虚攻占凉城，河口，托克托等地，生擒伪蒙军骑四团团长门树槐，刘桂五并率骑六师攻占萨拉齐火车站，切断平绥铁路。又活捉投靠日本的康王，后作为俘虏送归重庆。
1938年4月15日，马占山率部迫近日军所控制的张北，日军调集4个师团迎击。双方激战五昼夜，马部给日軍以重创，但自己亦弹粮将尽，遂退入武川，以待整军再战。
1938年4月20日夜，马占山率部转到武川县黄油干子一带，21日拂晓，日軍将马占山部包围在黄油干子村。日軍100余辆汽车和50多辆铁甲车载数千，又有33架飞机配合，企图一举歼灭马占山部，司令部已陷入日軍重重包围。夜袭武川之日軍时，与日軍原口联队千余人、装甲车三十余辆遭遇。武川親日军隊骑兵第二十五团约五百余人，也在日军指挥下，向刘部左侧攻击。刘率部奋勇抵抗，终于杀出重围。4月20日，后退中的挺进军被日军截击战败。刘桂五率部断后，奋力阻击，激战两天两夜，4月22日，部队在黄油干子渡河时，马占山司令部突遭日军与日軍坂仓混合旅团千余人及装甲车七十余辆袭击，刘桂五率部就地抵抗，掩护军部撤离，但在此時中弹陣亡。
突围的马占山听说刘桂五战死，不顾危险返回后队，抚尸大哭（马与刘是东北军时代的老友，袍泽情深）。因为战况紧急，只能着部下暂时将其遗体仓促掩埋在河岸附近的乱石中。不久后返回，准备运回遗体，遗体的头颅已被日軍割去运回东京，泡在福尔马林溶液的玻璃瓶里做战利品在日本展示。中国政府追赠刘桂五为陆军中将。一年后马占山率部再出大青山，为刘桂五重建陵墓，穿石为忠烈祠，并立“抗日阵亡将士纪念塔”以作纪念。

## 后续
刘桂五陣亡后，为夺取无头遗体，双方展开激烈的白刃战。刘夫人单枪匹马冲入日軍阵地，镫里藏身奔到遗体旁，突然俯身把刘桂五抢上马身，順利夺回丈夫遗体。此役日軍陣亡千余，日軍装甲车20余辆被擊毀，骑六师几近全部陣亡。
刘桂五陣亡后，被追授中将军衔。5月22日，刘桂五无头遗体运到西安，用假头和遗体合葬，西安各界成立刘桂五将军治丧筹备处。国共两党共同公祭刘桂五。

### 挽联
蒋介石的挽联是：
绝塞扫犯夷，百万雄师奋越石；
大风思猛士，九边毅魂拟睢阳。
朱德、彭德怀的挽联是：
贵军由西而东，我军由南而北，正期会合进攻，遽报沉星丧战友；
亡国虽生何乐，殉国虽死犹荣，伫看最后胜利，待收失地奠忠魂。
《西安日报》、《国民日报》、《新华日报》都连续报道了刘桂五牺牲的消息和生前事迹。

### 紀念
1942年，马占山在驻地哈拉寨修建“忠烈祠”，刘桂五的灵牌最大且安置于数百灵牌的正中。中華人民共和國成立后，刘桂五的事迹一度被湮没。
1961年7月25日，陕西省人民委员会下发民字074号文件，追认刘桂五为革命烈士。其灵柩也迁入西安南郊的革命烈士陵园。

## 外部連結
- 抗日名将刘桂五曾参与西安事变 蒋介石为其写挽联——中新网 （页面存档备份，存于）